# Centre (Kameroen)
Centre is een regio in Kameroen. De hoofdstad Yaoundé is tevens de hoofdstad van het land.
Centre heeft een kleine 4 miljoen inwoners bij de census van 2013. De regio heeft een oppervlakte van 68.953 km². De bevolkingsdichtheid van de regio bedraagt 57 inw./km².
Het gebied is verdeeld in 10 departementen:
- Haute-Sanaga
- Lekié
- Mbam-et-Inoubou
- Mbam-et-Kim
- Méfou-et-Afamba
- Méfou-et-Akono
- Mfoundi
- Nyong-et-Kéllé
- Nyong-et-Mfoumou
- Nyong-et-So'o

Adamaoua · Centre · Est · Extrême-Nord · Littoral · Nord · Nord-Ouest · Sud · Sud-Ouest · Ouest